# Robert Boyle

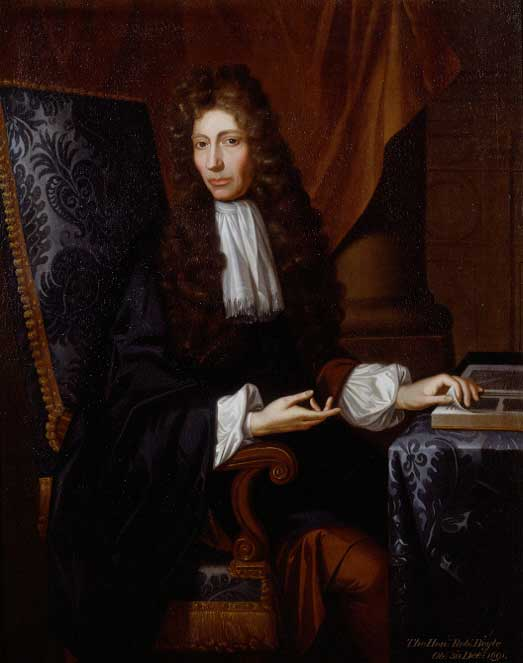
Robert Boyle, porträtiert von Johann Kerseboom im Jahr 1689

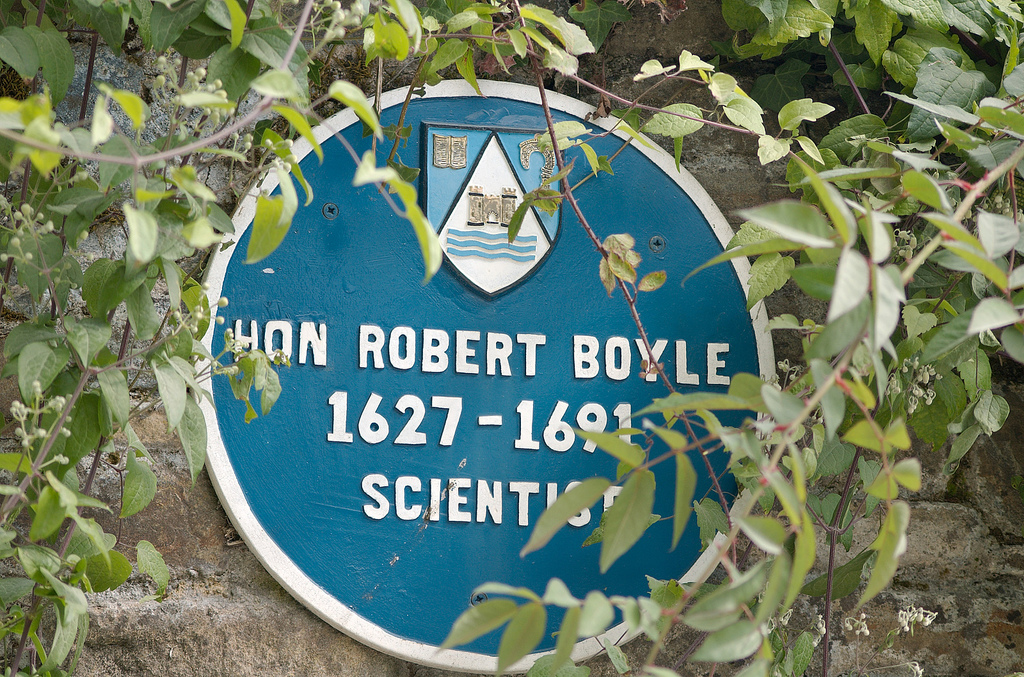
Gedenktafel am Lismore Castle

Robert Boyle (* 25. Januar 1626jul. / 4. Februar 1627greg. in Lismore, Königreich Irland; † 31. Dezember 1691jul. / 10. Januar 1692greg. in London) war ein irischer Naturforscher, der in England wirkte. Anfänglich noch Anhänger der Alchemie, wurde er zum Mitbegründer der auf detaillierten und detailliert veröffentlichten Experimenten beruhenden modernen Naturwissenschaften, insbesondere der Physik und Chemie. Er bereitete den modernen chemischen Elementbegriff vor und entdeckte das nach ihm benannte Gesetz  zum Zusammenhang zwischen Druck und Volumen eines Gases.

## Leben
Robert Boyle wurde als 14. Kind des Richard Boyle, 1. Earl of Cork (Great Earl of Cork) (1566–1643) auf Schloss Lismore im County Waterford im Süden Irlands geboren. Seine Mutter Catherine, die zweite Frau von Richard Boyle, war die Tochter des Staatssekretärs für Irland Geoffrey Fenton und seine Familie zählte zu den reichsten in England. Robert Boyle war ein Bruder des irischen Staatsmannes Roger Boyle (1621–1679).
Mit acht Jahren wurde er in das Eton College geschickt. Als Zwölfjähriger ging er nach Genf, später nach Florenz. Zunächst lernte er Recht, Philosophie, Mathematik, alte Sprachen, Medizin und Theologie. Sein Interesse galt den Naturwissenschaften. Während der Revolution in England verlor er kurzzeitig alle Geldmittel. In Italien studierte er Werke Galileo Galileis, der 1642 bei Florenz gestorben war. Nach dem Tod seines Vaters lebte er nach 1644 in seinem Landsitz in Stalbridge. Dort schrieb er sein Buch Ethik. Bereits 1648 muss Boyle auch auf chemischen Gebieten geforscht haben. Hierfür trat er in Kontakt mit Samuel Hartlib, Frederick Clod (* 1625; † nach 1661), George Starkey und Kenelm Digby. Er studierte Johan Baptista van Helmont, Francis Bacon und René Descartes. 1655 ließ er sich in Oxford nieder, 1668 in London. Da Boyle vermögend war, musste er keinem Broterwerb nachgehen, sondern konnte sich ganz den naturwissenschaftlichen Studien widmen. Er war unverheiratet und lebte im Haus seiner Schwester Katherine Jones, Viscountess Ranelagh, in London, wo er ein chemisches Labor hatte und viele Wissenschaftler empfing.
Boyle war 1660 Gründungsmitglied („Founder Fellow“) der Royal Society. Am 30. November 1680 wurde er zum Präsidenten der Gesellschaft gewählt, lehnte aber kurz darauf die Wahl ab.
Boyle starb in der Nacht zum 31. Dezember 1691 in London, eine Woche nach dem Tod seiner Schwester. Auf seinem Grabstein soll er als „Vater der Chemie und Onkel des Earl of Cork“ bezeichnet worden sein. Begraben wurde er auf dem Gelände der Kirche St Martin-in-the-Fields, die später zugunsten eines Neubaus abgetragen wurde, sodass heute keine Spur mehr von seiner Grabstätte existiert. Bei der Bestattung im Januar 1692 war Isaac Newton anwesend.

## Glaube
Boyle war ein tief religiöser Anglikaner; er vertrat die Auffassung, dass Wissenschaft und Glaube sich nicht gegenseitig ausschließen. Er unterstützte protestantische Missionsgesellschaften und finanzierte die Übersetzung und den Druck von Bibeln in die Sprachen indigener Völker in Asien und Afrika. Boyle stiftete die Boyle Lectures, die die Vereinbarkeit von Glauben und Naturwissenschaften zeigen sollten. Die erste Boyle Lecture hielt 1692 Richard Bentley (A confutation of atheism). Anfangs waren sie in St. Paul in London, später in St Mary-le-Bow. Sie fanden mehr oder weniger regelmäßig jährlich bis Anfang des 20. Jahrhunderts statt und wurden 2004 von der anglikanischen Kirche neu belebt.
Friedrich Gottlieb Klopstock lobt in seiner Schrift "Von der besten Art über Gott zu denken" (1758) die besondere Frömmigkeit Boyles.

## Leistungen

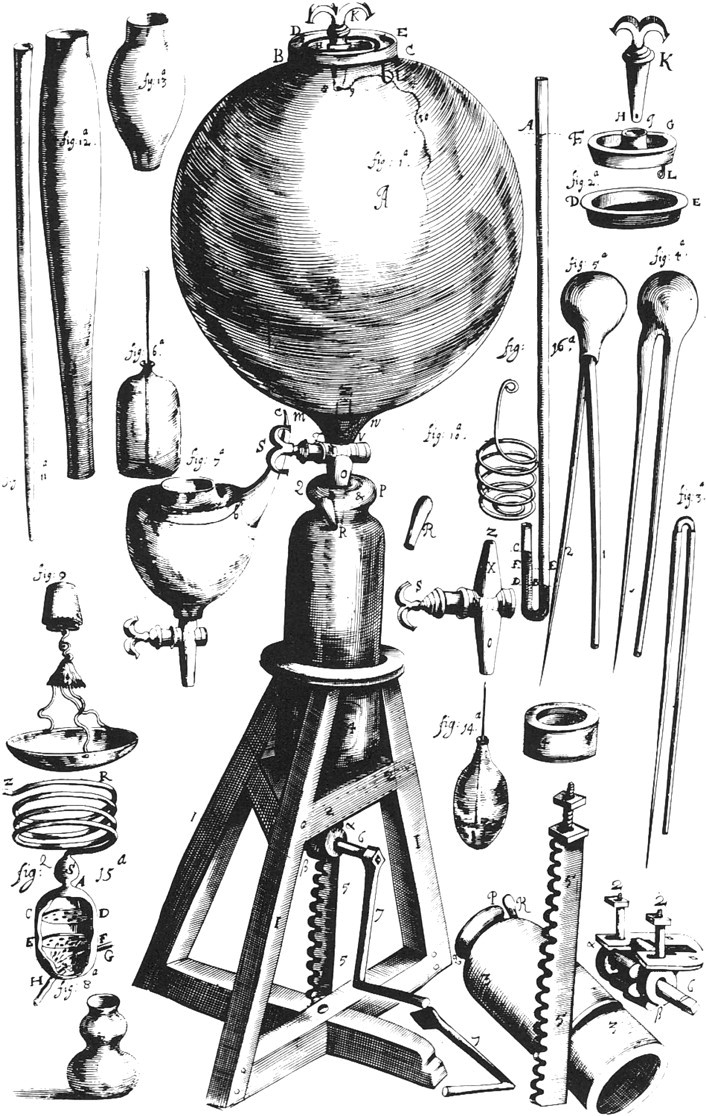
Boyles „Pneumatic engine“

### Gesetz von Boyle und Mariotte und andere Gaseigenschaften

#### Vorläufer
Galileo Galilei hatte bereits versucht, das Gewicht der Luft zu messen. Otto von Guericke hatte bereits Luft aus geschlossenen Räumen herausgepumpt. Giovanni Riccioli vermutete, dass die Luftsäule über der Erde etwa 75 km in die Höhe reicht, und Blaise Pascal vermutete, dass der Luftdruck auf hohen Türmen und Bergen geringer als auf der Erde sein müsste.

#### Experiment
Robert Boyle verbesserte zusammen mit Robert Hooke die Luftpumpe, und nach ihrer Vollendung 1659 begann er eine Reihe von Experimenten über die Eigenschaften der Luft. Im Jahr 1660 machte Boyle seine wichtigen Versuche zur Bestimmung des Luftdruckes, die er in New Experiments, Physico-Mechanical, touching the Spring of the Air publizierte. Boyle füllte ein einseitig verschlossenes Rohr mit Wasser und stellte das Rohr mit der Öffnung nach unten in eine Sperrflüssigkeit (Wasser, Quecksilber). Einige wenige Luftblasen waren im Rohr vorhanden. Nun brachte er die Anordnung unter eine Glasglocke und saugte mit einer Luftpumpe die Luft heraus. Dabei sank die Füllhöhe der Sperrflüssigkeit im Rohr, weil sich die eingeschlossenen Luftblasen im Rohr ausdehnten. Boyle wandelte die Versuchsanordnung ab, indem er ein U-förmig gebogenes Glasrohr mit ungleich langen Schenkeln benutzte. Er füllte zunächst Quecksilber in das Rohr, dann Wasser. Aufgrund des höheren spezifischen Gewichtes von Quecksilber wurde die Wassersäule heruntergedrückt. Mit dieser Anordnung konnte er das spezifische Gewicht von Quecksilber in Relation zum Wasser bestimmen, der Faktor betrug 13,54.
Boyle nutzte dann das U-förmige Rohr zur Luftdruckmessung, indem er den kurzen Schenkel mit Wachs verschloss und Quecksilber in das Rohr einfüllte. Mit einem aufgeklebten kalibrierten Papierstreifen konnte er so den Luftdruck bestimmen. Mit der Luftpumpe verminderte er nun den Luftdruck und konnte zeigen, dass Luftdruck und Volumen immer umgekehrt proportional sind. Dieses Ergebnis veröffentlichte Boyle 1662. 1676 entdeckte Edme Mariotte unabhängig von Boyle den Zusammenhang noch einmal. Der nach beiden als Gesetz von Boyle-Mariotte benannte Zusammenhang für ideale Gase lautet:
{\displaystyle V=const\cdot {\frac {1}{p}}} oder {\displaystyle \textstyle p\cdot V=const} {\displaystyle \textstyle (p=Druck,V=Volumen).}
Es ist ein Spezialfall des allgemeinen Gasgesetzes. Bei seinen Versuchen zeigte Boyle auch, dass Schall sich im Vakuum nicht ausbreiten kann.

#### Kontroverse mit Hobbes
Boyles Experimente mit der Luftpumpe führten zu einer Kontroverse mit Thomas Hobbes, die möglicherweise religiös-politisch untermauert war. Boyle war an der Beschreibung der Wirkungen interessiert, nicht an den den Fakten zugrundeliegenden Ursachen. Hobbes forderte, dass das neue Wissen kausal und notwendig hergeleitet sein müsse. Die bloß experimentelle Herbeiführung künstlicher Effekte führe – so Hobbes – nicht zu wahrem Wissen, da induktive Schlüsse von der Wirkung auf die Ursachen stets hypothetisch blieben. Auch das Argument Boyles, dass seine Experimente jederzeit wiederholbar seien, konnte Hobbes Skeptizismus gegenüber wissenschaftlichen Instrumenten und der durch sie bedingten Verfälschung der Natur nicht beseitigen.

### Elementbegriff und Analytische Chemie, Naturphilosophie

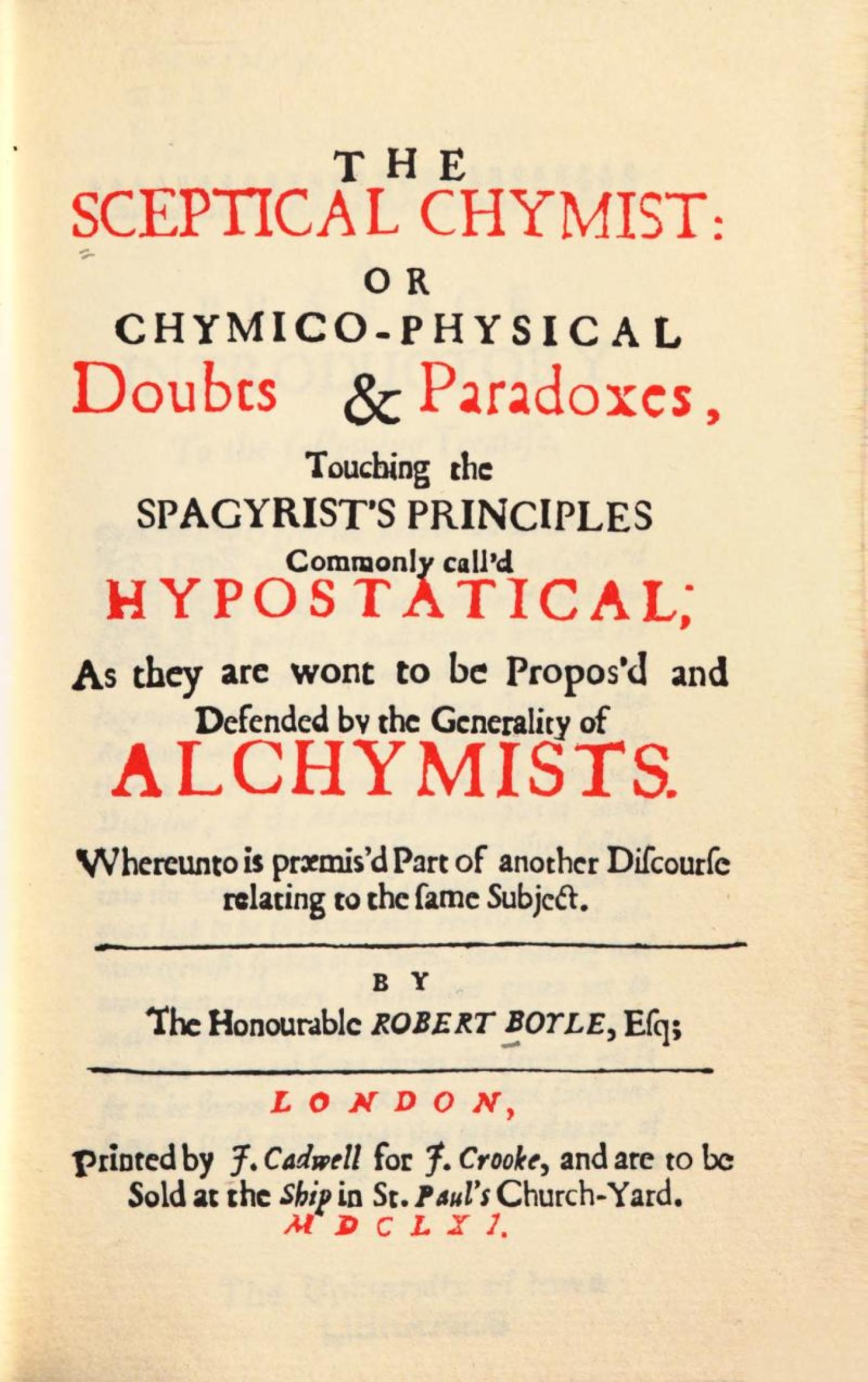
Titelseite The Sceptical Chymist (1661)

Im Jahr 1661 veröffentlichte Boyle The Sceptical Chymist (Der skeptische Chemiker). Boyle erwähnt darin, dass er der deutschen Sprache nicht mächtig sei, so dass in seinem Werk keine deutschen Literaturstellen zur Theorie von Elementen (z. B. von Joachim Jungius) angegeben wurden. In The Sceptical Chymist unterstrich Boyle die Forderung von Francis Bacon, in naturwissenschaftlichen Bereichen gründliche experimentelle Methoden anzuwenden (Empirie). Die Beobachtungen müssten geprüft und erst dann dürften Theorien gemacht werden.
Boyle gilt als Begründer der analytischen Chemie, das Wort Analyse (Auflösung) wurde von ihm geprägt. Er verwendete Indikatoren (Lackmus, Veilchen) zum Nachweis von Säuren und Basen in Salzen und gab diese Reaktionsprüfung 1662 bekannt. Vermutlich entdeckte er bei seinen Destillationen Aceton (durch Erhitzen von Bleiessig) und Methanol (durch Erhitzen von Holz), da noch keine Elementaranalyse entwickelt worden war, gelten spätere Forscher als deren Entdecker. Boyle nutzte auch erstmals eine Vakuumdestillation.
Boyle erkannte durch Wägung, dass bei der Metallverkalkung (starke Erhitzung eines Metalls mit Feuer und Luft, dabei entstehen Metalloxide) das Gewicht des salzartigen Stoffes gegenüber dem reinen Metall zunahm.
Für Boyle war Chemie die Wissenschaft der Zusammensetzung der Substanzen, und er trug zum heutigen Verständnis der chemischen Elemente als die (chemisch) unzerlegbaren Bausteine der Materie bei. Sein Elementbegriff wirkt zwar modern, dahinter stehen aber noch alchemistische Vorstellungen (zum Beispiel glaubte er an eine Materia Prima), und seine Vereinnahmung für moderne Vorstellungen des Aufbaus der Materie ist mit Vorsicht zu betrachten. Da er den Unterschied zwischen Gemisch und Verbindung erkannte, konnte er beträchtliche Fortschritte in der Bestimmung der Bestandteile machen, ein Prozess, den er Analyse nannte (zum heutigen Begriff vgl. unter Kationentrennungsgang, Nachweisreaktion). Er kann daher als Mitbegründer der Analytischen Chemie gelten. Diese nasschemische Analysentechnik wendete er auch auf Erzproben an.
Im Jahr 1660 konnte er zeigen, dass eine Maus in einer geschlossenen Kammer, in der eine Kerze brennt, in demselben Augenblick stirbt, wie die Kerze erlischt. Dem Sauerstoff, dessen Mangel dafür verantwortlich war, kam man erst in den Jahren nach 1770 auf die Spur.

### Boyle und die Alchemie
Der experimentell arbeitende Boyle lehnte die auf Empedokles zurückgehende Lehre der vier Elemente – Erde, Luft, Feuer und Wasser – ab, ebenso die Lehre des Paracelsus über die drei Prinzipien (Salz, Schwefel, Quecksilber). Er verfolgte auch das alchimistische Ziel der Elementumwandlung. So glaubte er auch noch an Metalltransmutationen mithilfe des Steins der Weisen und war an Nachrichten über alchemistische „Adepten“, die vorgaben, diese durchführen zu können, sehr interessiert und Zeuge mehrerer solcher Versuche. Ein Auszug aus seinem Dialogue on Transmutation erschien 1678 anonym (A degradation of gold by an anti-elixir). Boyle arbeitete insbesondere mit dem Alchemisten George Starkey zusammen, von dem er eine Substanz erhielt, die er für das von Alchemisten gesuchte philosophische Quecksilber hielt. Mit dieser führte er jahrzehntelang Experimente durch, über welche er in verklausulierter Form 1675 in den Philosophical Transaction der Royal Society berichtete. Boyle korrespondierte mit Alchemisten in ganz Europa – dadurch war er auch einer der Ersten, die im Ausland die Entdeckung des Phosphors durch Hennig Brand aufgriffen. Er erreichte 1689 die Aufhebung eines alten Gesetzes, das Transmutationsexperimente zur Gewinnung von Edelmetallen verbot (erlassen aus Angst vor Geldfälschung). Sein Verhältnis zur Alchemie ist früher wenig beachtet worden, was – ähnlich wie bei Isaac Newton – durch einen Hang zur Geheimhaltung von Seiten Boyles in diesen Fragen gefördert wurde, und ist erst später durch Studien insbesondere von Lawrence M. Principe und William R. Newman in ein neues Licht gerückt worden.
Nach dem Tode Boyles entstand eine Korrespondenz zwischen Isaac Newton und John Locke um eine mysteriöse Hinterlassenschaft Boyles, die sie als „red earth“ (rote Erde) bezeichneten. Boyle schrieb ihr die Fähigkeit zu, Metalle zu „transmutieren“. Am 21. Januar 1692 schrieb Newton an Locke und bat um die Rücksendung seiner „Two Notable Corruptions“. Worum es sich hierbei handelte, lässt sich aus der Antwort Lockes schließen, die einen Teil von Boyles „red earth“ und deren Herstellungsrezept enthalten haben soll. Nach dem Empfang schrieb Newton: „This receipt I take to be that thing for the sake of which Mr. B. produced the repeal of the Act of Parliament against Multipliers“ (Newton bezog sich hier auf ein Gesetz von König Heinrich IV, das die Transmutation von Metallen in Gold oder Silber verbot). Am 2. August 1692 schrieb Newton einen Brief an Locke, wobei er den Begriff „red earth“ benutzte. Aus der veröffentlichten Korrespondenz wird klar, dass Newton niemals versucht hat, mit der „red earth“ Gold herzustellen, dass er jedoch ein Jahr später, im August 1693, einen Selbstversuch gewagt und etwas von der „red earth“ eingenommen hat, was in den folgenden Wochen einen emotionalen Zusammenbruch herbeiführte.

### „Korpuskel“
Boyle entwickelte eine Vorstellung, nach der es eine Vielzahl von kleinsten Teilchen gäbe, die in verschiedener Weise kombinierbar seien und eine Form bildeten, die er „Korpuskel“  (corpuscles) nannte. Die umfassende Theorie hierzu nannte er corpuscularian theory, von deren Einfachheit bei gleichzeitiger Universalität er ausging, so dass man keinerlei Befürchtungen hegen müsse, dass sie je durch eine andere physikalische Hypothese abgelöst werden würde.

## Ehrungen
Die Boyle Mountains in der Antarktis sind nach ihm benannt. Auch der Mondkrater Boyle und der Asteroid (11967) Boyle sind nach ihm benannt.
Die Royal Society of Chemistry vergibt seit 1982 alle zwei Jahre den Robert Boyle Prize for Analytical Science (ursprünglich Robert Boyle Medal).

## Rezeption
Sein umfangreicher schriftlicher Nachlass ist größtenteils im Besitz der Royal Society. Im März 2015 wurde eine Erstausgabe von The Sceptical Chymist auf einer Auktion bei Bonhams in London für 492.000 Euro versteigert.

## Schriften (Auswahl)

### Bücher
- [An invitation to a free and generous communication of secrets and receits in physick.] In: Samuel Hartlib: Chymical, medicinal and chyrurgical addresses: made to Samuel Hartlib, Esquire. London 1655, S. 113–150 (Digitalisat).
- Some Motives and Incentives to the Love of God. Pathetically Discours’d of in a Letter to a Friend. 1. Auflage, London 1659 (Digitalisat).
- New experiments physico-mechanicall, touching the spring of the air and its effects. Oxford 1660 (Digitalisat).
  - Nova experimenta physico-mechanica de vi aeris elastica: & ejusdem effectibus, facta maximam partem in nova machina pneumatica. Oxford 1669 (Digitalisat).
- Certain physiological essays and other tracts written at distant times, and on several occasions. London 1661.
  - 2. Auflage, London 1669 (Digitalisat, Volltext) – enthält Of absolute rest in bodies.
- The sceptical chymist. London 1661 (Digitalisat).
  - 2. Auflage, Oxford 1680 (Digitalisat).
  - Der skeptische Chemiker. Leipzig 1929 (= Ostwalds Klassiker der exakten Wissenschaften Nr. 229) – verkürzt herausgegeben und übersetzt von Eduard und Moritz Färber.
- Some considerations touching the style of the H. Scriptures. London 1661 (Digitalisat).
- A Defence of the Doctrine Touching the Spring and Weight of the Air. Oxford 1662 (Digitalisat).
- An examen of Mr. T. Hobbes his dialogus Physicus De Naturâ Aéris. London 1662 (Digitalisat).
- Some considerations touching the usefulnesse of experimental naturall philosophy, propos’d in familiar discourses to a friend, by way of invitation to the study of it. Oxford 1663 (Digitalisat, Volltext).
- Experiments and considerations touching colours. London 1664 (Volltext, Digitalisat, Digitalisat).
- New Experiments and Observations Touching Cold or an Experimental History of Cold, Begun. London 1665 (Digitalisat).
- Occasional reflections upon several subiects, whereto is premis’d a discourse about such kind of thoughts. London 1665 (Digitalisat, Volltext).
- Hydrostatical paradoxes, made out by new experiments… 1666 (Digitalisat).
- The origine of formes and qualities. Oxford 1666 (Digitalisat, Volltext).
- A continuation of new experiments physico-mechanical, touching the spring and weight of the air and their effects. Oxford 1669 (Digitalisat, Volltext).
- Essay about the origine & virtues of gems. London 1672 (Digitalisat, Volltext).
- Tracts […] containing new experiments, touching the relation betwixt flame and air. And about explosions. An hydrostatical discourse occasion'd by some objections of Dr. Henry More against some explications of new experiments made by the author of these tracts: to which is annex't, an hydrostatical letter, dilucidating an experiment about a way of weighing water in water. New experiments, of the positive or relative levity of bodies under water. Of the air's spring on bodies under water. About the differing pressure of heavy solids and fluids. London 1672 (Volltext).
  - 2. Auflage, London 1690 (Digitalisat).
- Essays of the strange subtilty great efficacy determinate nature of effluviums. London 1673 (Digitalisat, Volltext).
- Tracts consisting of observations about the saltness of the sea: An account of a statical hygroscope and its uses: Together with an appendix about the force of the air's moisture: And a fragment about the natural and preternatural state of bodies. London 1674 (Digitalisat).
- The excellency of theology compar’d with natural philosophy (as both are objects of men’s study) […] To which are annex’d some occasional thouhts about the excellency and grounds of the mechanical hypothesis. London 1674 (Digitalisat, Volltext).
- Some considerations about the reconcileableness of reason and religion […] To which is annex’d […] a discourse […] about the possibility of the resurrection. London 1675 (Digitalisat, Volltext).
- Experiments, notes, &c., about the mechanical origine or production of divers particular qualities: among which is inserted a discourse of the imperfection of the chymist's doctrine of qualities; together with some reflections upon the hypothesis of alcali and acidum. London 1675 (Digitalisat, Volltext).
- Of a degradation of gold made by an anti-elixir. A strange chymical narative. London 1678 (Digitalisat, Volltext).
- The aerial noctiluca: Or some new phœnomena, and a process of a factitious self-shining substance imparted in a letter to a friend living in the country. London 1680 (Digitalisat, Volltext).
- New experiments, and observations, made upon the icy noctiluca. Imparted in a letter to a friend living in the country. To which is annexed A chymical paradox. London 1681/2 (Digitalisat, Volltext).
- A discourse of things above reason. Inquiring whether a philosopher should admit there are any such. London 1681 (Digitalisat, Volltext).
- Memoirs for the Natural History of Humane Blood, Especially the Spirit of that Liquor. London 1683/4 (Digitalisat, Volltext).
- Experiments and considerations about the porosity of bodies in two essays. London 1684 (Digitalisat, Volltext).
- Of the high veneration man’s intellect owes to God; peculiarly for his wisedom and power by a Fellow. London 1685 (Digitalisat, Volltext).
- An essay of the great effects of even languid and unheeded motion whereunto is annexed An experimental discourse of some little observed causes of the insalubrity and salubrity of the air and its effect. London 1685 (Digitalisat, Volltext).
- Of the reconcileableness of specifick medicines to the corpuscular philosophy. To which is annexed a discourse about the advantages of the use of simple medicines. London 1685 (Digitalisat, Volltext).
- A free enquiry into the vulgarly receiv’d notion of nature; Made in an essay address’d to a friend. London 1686 (Digitalisat, Volltext).
- The martyrdom of Theodora and of Didymus. London 1687 (Volltext).
  - 2. Auflage: Love and religion demonstrated in the martyrdom of Theodora, and of Didymus. London 1703 (Digitalisat).
- A disquisition about the final causes of natural things wherein it is inquir’d, whether, and (if at all) with what cautions, a naturalist should admit them? […] To which are subjoyn’d, by way of appendix, some uncommon observations about vitiated sight.  London 1688 (Digitalisat, Volltext).
- Some receipts of medicines. For the most part parable and simple. London 1688 (Volltext).
- Medicina hydrostatica: Or, Hydrostaticks applyed to the materia medica shewing how by the weight that divers bodies, us’d in physick, have in water; one may discover whether they be genuine or adulterate. To which is subjoyn’d a previous hydrostatical way of estimating ores. London 1790 (Volltext).
- The Christian virtuoso shewing that by being addicted to experimental philosophy, a man is rather assisted than indisposed to be a good Christian. 1690 (Digitalisat, Volltext).
- Experimenta & observationes physicae: Wherein are briefly treated of several subjects relating to natural philosophy in an experimental way. To which is added, a small collection of strange reports. London 1691 (Volltext).
- The general history of the air. London 1692 (Digitalisat, Volltext).
- Medicinal experiments; Or, A collection of choice remedies, for the most part simple, and easily prepared. London 1692 (Digitalisat, Volltext).
- A free discourse against customary swearing. And a dissuasive from cursing. London 1692 (Digitalisat, Volltext).

### Zeitschriftenbeiträge
- New experiments concerning the relation between light and air (in shining wood and fish;). In: Philosophical Transactions. Band 2, Nr. 31, 6. Januar 1668, S. 581–600 (doi:10.1098/rstl.1666.0060).
- New pneumatical experiments about respiration. In: Philosophical Transactions. Band 5, Nr. 62, 8. August 1670, S. 2011–2031 (doi:10.1098/rstl.1670.0031).
- Short memoirs for the natural experimental history of mineral waters. In: Philosophical Transactions. Band 15, Nr. 172, 22. Juni 1685, S. 1063–1066 (doi:10.1098/rstl.1685.0047).

### Biografien
- Marie Boas Hall: Boyle, Robert. In: Charles Coulston Gillispie (Hrsg.): Dictionary of Scientific Biography. Band 2: Hans Berger – Christoph Buys Ballot. Charles Scribner’s Sons, New York 1970, S. 377–382 (englisch).
- Marie Boas Hall: Robert Boyle and Seventeenth-Century Chemistry. Cambridge University Press, 1958.
- Marie Boas Hall (Hrsg.): Robert Boyle and Natural Philosophy. Bloomington, Indiana 1965.
- Michael Hunter: Boyle, Robert. In: Noretta Koertge (Hrsg.): New Dictionary of Scientific Biography. Band 1, Scribner, Farmington Hills 2008, S. 366–370.
- R. E. W. Maddison: The life of the honourable Robert Boyle F.R.S. Taylor & Francis, London 1969.

### Werksausgaben, Briefwechsel und Bibliografien
- Thomas Birch (Hrsg.): The Works of the Honourable Robert Boyle. 5 Bände, London, 1744, 
  - 2. Auflage, 6 Bände, London 1772.
- John Farquhar Fulton: A Bibliography of the Honourable Robert Boyle, Fellow of the Royal Society. 2. Auflage, Clarendon Press, Oxford 1961.
- Michael Hunter, Edward B. Davis (Hrsg.): The Works of Robert Boyle. 14 Bände, Pickering & Chatto, London 1999/2000.
- Michael Hunter, Lawrence M. Principe, Antonio Clericuzio (Hrsg.): The Correspondence of Robert Boyle. 6 Bände, Pickering & Chatto, London 2001.

### Sonstige
- Robert Boyle: in Das Buch der Grossen Chemiker, Band I, Verlag Chemie GmbH, Weinheim 1955, S. 173 ff.
- Lawrence M. Principe: The Aspiring Adept: Robert Boyle and His Alchemical Quest. Princeton 1998.
- Lawrence M. Principe: Robert Boyle, in: Claus Priesner, Karin Figala: Alchemie. Lexikon einer hermetischen Wissenschaft. Beck 1998, S. 88–91.
- A. Clericuzio: A redefinition of Boyle's chemistry and corpuscular philosophy. In: Annals of Science. Band 47, 1990, S. 561–589.
- Michael Hunter: Alchemy, Magic and Moralism in the thought of Robert Boyle. In: British Journal for the History of Science. Band 23, 1990, S. 387–410.
- Michael Hunter (Hrsg.): Robert Boyle reconsidered. Cambridge 1994.
- Michael Hunter (Hrsg.): Robert Boyle by Himself and his Friends. Pickering & Chatto, London 1994.
- Rose-Mary Sargent: The Diffident Naturalist - Robert Boyle and the Philosophy of Experiment. The University of Chicago Press, Chicago / London 1995.
- Simon Schaffer, Steven Shapin: Leviathan and the air-pump: Hobbes, Boyle, and the experimental life. 1. Auflage, Princeton University Press, Princeton 1985, ISBN 0-691-08393-2.
  - 2. Auflage, Princeton University Press, Princeton 2011, ISBN 978-1-4008-3849-3.